# Константин Макродука
Константин Дука (грчки: Κωνσταντινος Δουκας; умро 30. маја 1185), зван Макродука (Μακροδουκας, „Високи Дука“, вероватно је био надимак који му је доделио Никита Хонијат), био је византијски племић.

## Живот
Иако истакнута личност у касном комнинском периоду, немогуће је утврдити његово породично порекло или његове везе са династијом Дука из 11. века. Први пут је посведочен у документима који датирају из 1166. године, где већ носи високи дворски чин панипереваста и севастократора и повезан је са владајућом династијом браком са ћерком севастократора Исака Комнина и братаницом цара Манојла I Комнина (р. 1143. –1180). Макродука се затим појављује 1170. и 1176. године, када је пратио цара Манојла I у његовим походима против Турака Селџука.
Под Андроником I Комнином (р. 1183–1185), Макродука је у почетку уживао цареву наклоност и уздигао се до ранга паниперсеваста. Међутим, након побуне Макродукиног нећака Исака Комнина, који се прогласио за цара на Кипру, он је ухапшен заједно са осталим рођацима побуњеника, оптужен за издају и осуђен 30. маја на смрт каменовањем. Пошто је преживео каменовање, одвучен је у Мангану, где је раскомадан.

## Породица
Константин Макродука се оженио Аном Комнин, ћерком Исака Комнина 1166. Имали су најмање једну ћерку, Зоју Дука, која се удала за Јована Анђела.